# Друзі (фільм, 1938)
«Друзі» — радянський художній кінофільм режисера Льва Арнштама, знятий в 1938 році. Сценарій фільму заснований на епізодах з біографії Сергія Кірова.

## Сюжет
Після початку Громадянської війни молодий комісар Олексій приїжджає на Кавказ, щоб організувати горців для боротьби проти білих. Горяни об'єднуються під керівництвом Олексія, і противник зазнає поразки.

## У ролях
- Борис Бабочкін —  Олексій
- Ірина Зарубіна —  Віра, дружина Олексія
- Микола Черкасов —  Бета, осетин
- Степан Каюков —  Муса, інгуш
- Коте Даушвілі —  Умар, кабардинець
- Серафима Бірман —  мати Муси
- Іван Назаров —  князь Анзор
- Юлія Предтеченська —  Айшет, сестра Муси
- Олександр Борисов —  Назарко, козак
- Павло Гайдебуров —  старий-осетин  (немає в титрах)
- Євген Гуров —  Магомет  (немає в титрах)
- Володимир Лукін —  Петя  (немає в титрах)

## Знімальна група
- Режисери — Лев Арнштам, Віктор Ейсимонт
- Сценаристи — Лев Арнштам, Микола Тихонов
- Оператор — Володимир Рапопорт
- Композитор — Дмитро Шостакович
- Художник — Ігор Вускович